# Valquières
Valquières is een plaats in het Franse departement Hérault in de gemeente Lunas-les-Châteaux.

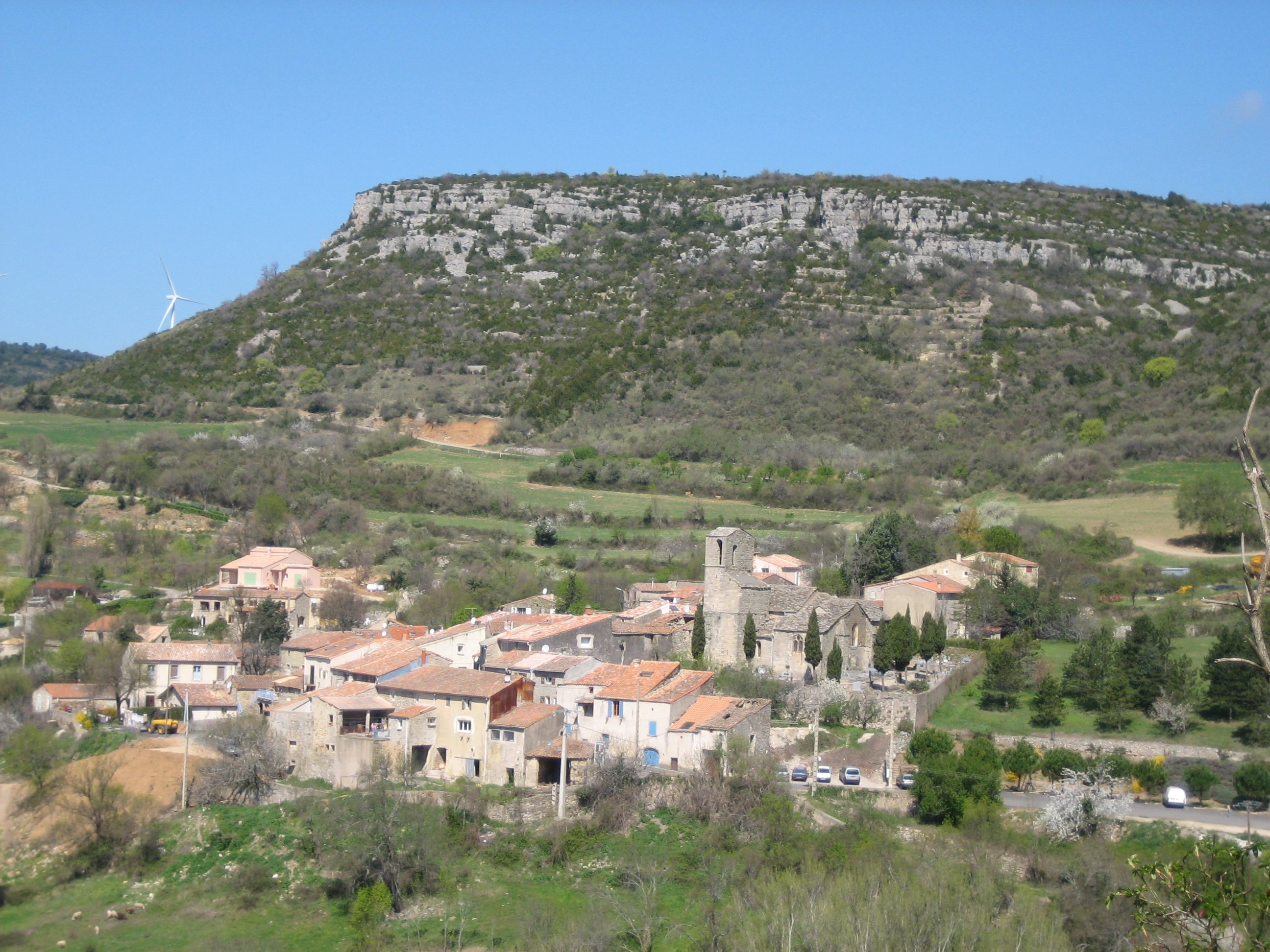
Valquières

## Geschiedenis
De plaats maakte tot 1 januari 2025 deel uit van de gemeente Dio-et-Valquières. Op die dag fuseerde deze gemeente met Lunas tot de commune nouvelle Lunas-les-Châteaux.
Dio · Lunas · Valquières